# 725
725 (DCCXXV) je bilo navadno leto, ki se je po julijanskem koledarju začelo na ponedeljek.

## Dogodki
- 1. januar

## Smrti
- Grimoald Bavarski, bavarski vojvoda (* ni znano)